# Département de General López
Le département de General López est une des 19 subdivisions de la province de Santa Fe, en Argentine. Son chef-lieu est la ville de Melincué.
Le département a une superficie de 11 558 km2. Sa population s'élevait à 182 113 habitants au recensement de  2001 et à 190 143 en 2007 selon l'estimation de l'IPEC.

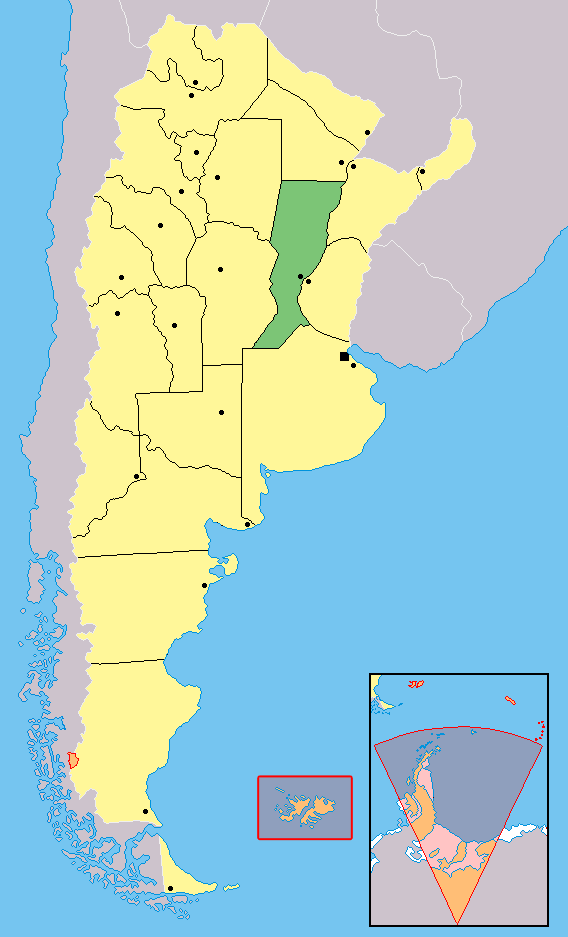
Localisation de la province de Santa Fe en Argentine.